# مودی سنتر
مودی سنتر (انگلیسی: Moody Center) یک سالن سرپوشیده ورزشی در شهر آستین، ایالات متحده آمریکا است.
این ورزشگاه که در سال ۲۰۲۲ افتتاح شده دارای ۱۶٬۲۲۳ نفر ظرفیت است و برای مسابقات بسکتبال و کنسرت‌های موسیقی مورد استفاده قرار می‌گیرد.